# Green, Green Grass of Home
Green, Green Grass of Home is een nummer geschreven door Curly Putman. In 1965 werd het voor het eerst opgenomen door de Amerikaanse zanger Johnny Darrell. Later dat jaar bracht Porter Wagoner de eerste populaire versie van het nummer uit. In 1966 scoorde Tom Jones een wereldwijde hit met zijn versie van het nummer, dat uitkwam als de eerste single van zijn gelijknamige album.

## Achtergrond
De zanger van Green, Green Grass of Home vertelt hoe hij terugkeert naar zijn ouderlijk huis. Hij stapt uit de trein en wordt begroet door zijn ouders en zijn geliefde Mary. Samen lopen zij over het groene, groene gras van zijn ouderlijk huis. Hierna volgt een abrupte wending: de zanger wordt wakker in de gevangenis en realiseert zich dat het een droom was en dat hij die dag wordt geëxecuteerd. Hij komt alleen nog thuis om onder het groene gras begraven te worden.
Tom Jones leerde Green, Green Grass of Home kennen als de countryversie van Jerry Lee Lewis. Hij nam zijn eigen versie van het nummer op en scoorde een nummer 1-hit in onder meer het Verenigd Koninkrijk, Ierland en Australië. In de Verenigde Staten was de hoogste positie nummer 11. Ook in Nederland werd het een nummer 1-hit in de Top 40, terwijl het in de Parool Top 20 op de tweede plaats bleef steken. In Vlaanderen bereikte de single de nummer 1-positie in de BRT Top 30. In 2006 brachten Lewis en Jones het nummer samen ten gehore tijdens de tv-special Last Man Standing van Lewis.
Green, Green Grass of Home is in de loop der jaren gecoverd door veel andere artiesten, waaronder Stig Anderson, Joan Baez, Bobby Bare sr., Johnny Cash, Dalida, Val Doonican, The Fatback Band, Grateful Dead, Merle Haggard, Hepie & Hepie, Ted Hawkins, Katherine Jenkins, George Jones, Gé Korsten, Frankie Laine, Trini Lopez, Dean Martin, Paola del Medico, Roger Miller, Nana Mouskouri, Gram Parsons, Johnny Paycheck, Elvis Presley, Charley Pride, Del Reeves, Kenny Rogers, Rowwen Hèze met Karin Bloemen, Mike Sammes, Hank Snow, Uke-Hunt en Piet Veerman.

## Hitnoteringen
Alle noteringen zijn behaald door de versie van Tom Jones.

### Nederlandse Top 40
| Hitnotering: 03-12-1966 t/m 22-04-1967 | Hitnotering: 03-12-1966 t/m 22-04-1967 | Hitnotering: 03-12-1966 t/m 22-04-1967 | Hitnotering: 03-12-1966 t/m 22-04-1967 | Hitnotering: 03-12-1966 t/m 22-04-1967 | Hitnotering: 03-12-1966 t/m 22-04-1967 | Hitnotering: 03-12-1966 t/m 22-04-1967 | Hitnotering: 03-12-1966 t/m 22-04-1967 | Hitnotering: 03-12-1966 t/m 22-04-1967 | Hitnotering: 03-12-1966 t/m 22-04-1967 | Hitnotering: 03-12-1966 t/m 22-04-1967 | Hitnotering: 03-12-1966 t/m 22-04-1967 | Hitnotering: 03-12-1966 t/m 22-04-1967 | Hitnotering: 03-12-1966 t/m 22-04-1967 | Hitnotering: 03-12-1966 t/m 22-04-1967 | Hitnotering: 03-12-1966 t/m 22-04-1967 | Hitnotering: 03-12-1966 t/m 22-04-1967 | Hitnotering: 03-12-1966 t/m 22-04-1967 | Hitnotering: 03-12-1966 t/m 22-04-1967 | Hitnotering: 03-12-1966 t/m 22-04-1967 | Hitnotering: 03-12-1966 t/m 22-04-1967 | Hitnotering: 03-12-1966 t/m 22-04-1967 | Hitnotering: 03-12-1966 t/m 22-04-1967 |
| Week                                   | 1                                      | 2                                      | 3                                      | 4                                      | 5                                      | 6                                      | 7                                      | 8                                      | 9                                      | 10                                     | 11                                     | 12                                     | 13                                     | 14                                     | 15                                     | 16                                     | 17                                     | 18                                     | 19                                     | 20                                     | 21                                     |                                        |
| -------------------------------------- | -------------------------------------- | -------------------------------------- | -------------------------------------- | -------------------------------------- | -------------------------------------- | -------------------------------------- | -------------------------------------- | -------------------------------------- | -------------------------------------- | -------------------------------------- | -------------------------------------- | -------------------------------------- | -------------------------------------- | -------------------------------------- | -------------------------------------- | -------------------------------------- | -------------------------------------- | -------------------------------------- | -------------------------------------- | -------------------------------------- | -------------------------------------- | -------------------------------------- |
| Positie                                | 36                                     | 13                                     | 5                                      | 3                                      | 2                                      | 1                                      | 1                                      | 2                                      | 2                                      | 2                                      | 4                                      | 5                                      | 6                                      | 9                                      | 10                                     | 12                                     | 14                                     | 19                                     | 25                                     | 30                                     | 37                                     | uit                                    |

### Parool Top 20
| Hitnotering: 10-12-1966 t/m 01-04-1967 | Hitnotering: 10-12-1966 t/m 01-04-1967 | Hitnotering: 10-12-1966 t/m 01-04-1967 | Hitnotering: 10-12-1966 t/m 01-04-1967 | Hitnotering: 10-12-1966 t/m 01-04-1967 | Hitnotering: 10-12-1966 t/m 01-04-1967 | Hitnotering: 10-12-1966 t/m 01-04-1967 | Hitnotering: 10-12-1966 t/m 01-04-1967 | Hitnotering: 10-12-1966 t/m 01-04-1967 | Hitnotering: 10-12-1966 t/m 01-04-1967 | Hitnotering: 10-12-1966 t/m 01-04-1967 | Hitnotering: 10-12-1966 t/m 01-04-1967 | Hitnotering: 10-12-1966 t/m 01-04-1967 | Hitnotering: 10-12-1966 t/m 01-04-1967 | Hitnotering: 10-12-1966 t/m 01-04-1967 | Hitnotering: 10-12-1966 t/m 01-04-1967 | Hitnotering: 10-12-1966 t/m 01-04-1967 | Hitnotering: 10-12-1966 t/m 01-04-1967 | Hitnotering: 10-12-1966 t/m 01-04-1967 |
| Week                                   | 1                                      | 2                                      | 3                                      | 4                                      | 5                                      | 6                                      | 7                                      | 8                                      | 9                                      | 10                                     | 11                                     | 12                                     | 13                                     | 14                                     | 15                                     | 16                                     | 17                                     |                                        |
| -------------------------------------- | -------------------------------------- | -------------------------------------- | -------------------------------------- | -------------------------------------- | -------------------------------------- | -------------------------------------- | -------------------------------------- | -------------------------------------- | -------------------------------------- | -------------------------------------- | -------------------------------------- | -------------------------------------- | -------------------------------------- | -------------------------------------- | -------------------------------------- | -------------------------------------- | -------------------------------------- | -------------------------------------- |
| Positie                                | 14                                     | 5                                      | 3                                      | 2                                      | 2                                      | 3                                      | 2                                      | 3                                      | 4                                      | 4                                      | 4                                      | 6                                      | 11                                     | 12                                     | 12                                     | 14                                     | 17                                     | uit                                    |

### NPO Radio 2 Top 2000
| Nummer met noteringen in de NPO Radio 2 Top 2000 | '99 | '00 | '01 | '02 | '03 | '04 | '05 | '06 | '07 | '08 | '09  | '10 | '11  | '12  | '13  | '14  | '15  | '16  | '17  | '18  | '19  | '20  | '21  | '22  | '23  | '24  |
| ------------------------------------------------ | --- | --- | --- | --- | --- | --- | --- | --- | --- | --- | ---- | --- | ---- | ---- | ---- | ---- | ---- | ---- | ---- | ---- | ---- | ---- | ---- | ---- | ---- | ---- |
| Green, Green Grass of Home                       | 694 | -   | 780 | 895 | 956 | 809 | 794 | 659 | 781 | 749 | 1094 | 958 | 1159 | 1643 | 1331 | 1265 | 1358 | 1649 | 1816 | 1733 | 1703 | 1640 | 1646 | 1862 | 1487 | 1733 |

1. ↑  Een '-' betekent dat het nummer niet was genoteerd en een vetgedrukt getal geeft de hoogste notering aan.

### Evergreen Top 1000
| Evergreen Top 1000 - Tom Jones | Evergreen Top 1000 - Tom Jones | Evergreen Top 1000 - Tom Jones | Evergreen Top 1000 - Tom Jones | Evergreen Top 1000 - Tom Jones | Evergreen Top 1000 - Tom Jones | Evergreen Top 1000 - Tom Jones | Evergreen Top 1000 - Tom Jones | Evergreen Top 1000 - Tom Jones | Evergreen Top 1000 - Tom Jones | Evergreen Top 1000 - Tom Jones | Evergreen Top 1000 - Tom Jones | Evergreen Top 1000 - Tom Jones | Evergreen Top 1000 - Tom Jones | Evergreen Top 1000 - Tom Jones | Evergreen Top 1000 - Tom Jones | Evergreen Top 1000 - Tom Jones |
| Jaar                           | 2008                           | 2009                           | 2010                           | 2011                           | 2012                           | 2013                           | 2014                           | 2015                           | 2016                           | 2017                           | 2018                           | 2019                           | 2020                           | 2021                           | 2022                           | 2023                           |
| ------------------------------ | ------------------------------ | ------------------------------ | ------------------------------ | ------------------------------ | ------------------------------ | ------------------------------ | ------------------------------ | ------------------------------ | ------------------------------ | ------------------------------ | ------------------------------ | ------------------------------ | ------------------------------ | ------------------------------ | ------------------------------ | ------------------------------ |
| Positie                        | 18                             | 310                            | 308                            | 307                            | 377                            | 72                             | 63                             | 116                            | 65                             | 90                             | 66                             | 93                             | 80                             | 114                            | 96                             | 125                            |